# 1. Fußballclub Union Berlin 2011-2012
Questa voce raccoglie le informazioni riguardanti il 1. Fußballclub Union Berlin nelle competizioni ufficiali della stagione 2011-2012.

## Stagione
Nella stagione 2011-2012 l'Union Berlino, allenato da Uwe Neuhaus, concluse il campionato di 2. Bundesliga al 7º posto. In Coppa di Germania l'Union Berlino fu eliminato al primo turno dal Rot-Weiss Essen.

## Rosa
| N. |                         | Ruolo | Calciatore          |
| -- | ----------------------- | ----- | ------------------- |
| 1  | Germania (bandiera)     | P     | Jan Glinker         |
| 2  | Germania (bandiera)     | C     | Christopher Quiring |
| 4  | Algeria (bandiera)      | D     | Ahmed Madouni       |
| 5  | Germania (bandiera)     | D     | Christian Stuff     |
| 6  | Francia (bandiera)      | D     | Marc Pfertzel       |
| 7  | Irlanda (bandiera)      | D     | Patrick Kohlmann    |
| 8  | Germania (bandiera)     | C     | Markus Karl         |
| 11 | Germania (bandiera)     | A     | Simon Terodde       |
| 12 | Germania (bandiera)     | C     | Oliver Hofmann      |
| 13 | Germania (bandiera)     | D     | Stephan Gill        |
| 14 | Burkina Faso (bandiera) | C     | Patrick Zoundi      |
| 15 | Germania (bandiera)     | D     | Daniel Göhlert      |
| 16 | Germania (bandiera)     | D     | Christoph Menz      |
| 17 | Germania (bandiera)     | C     | Torsten Mattuschka  |
| 18 | Germania (bandiera)     | D     | Maurice Trapp       |

| N. |                      | Ruolo | Calciatore        |
| -- | -------------------- | ----- | ----------------- |
| 19 | Germania (bandiera)  | A     | Chinedu Ede       |
| 20 | Germania (bandiera)  | C     | Jérôme Polenz     |
| 21 | Tunisia (bandiera)   | C     | Tijani Belaïd     |
| 23 | Brasile (bandiera)   | A     | Carlos Silvio     |
| 24 | Germania (bandiera)  | A     | Steven Skrzybski  |
| 25 | Germania (bandiera)  | C     | Philip Malinowski |
| 26 | Germania (bandiera)  | D     | Fabian Fritsche   |
| 27 | Mozambico (bandiera) | D     | Boné Uaferro      |
| 28 | Germania (bandiera)  | P     | Kilian Pruschke   |
| 29 | Germania (bandiera)  | D     | Michael Parensen  |
| 31 | Germania (bandiera)  | P     | Eric Niendorf     |
| 35 | Germania (bandiera)  | C     | Sven Reimann      |
| 37 | Germania (bandiera)  | A     | Pascal Wedemann   |
| 40 | Germania (bandiera)  | P     | Marcel Höttecke   |

## Organigramma societario
Area tecnica
- Allenatore: Uwe Neuhaus
- Allenatore in seconda: André Hofschneider
- Preparatore dei portieri: Holger Bahra
- Preparatori atletici: Daniel Wolf, Dirk Keller

## Calciomercato

### Sessione estiva
| Acquisti | Acquisti        | Acquisti           | Acquisti |
| R.       | Nome            | da                 | Modalità |
| -------- | --------------- | ------------------ | -------- |
| A        | Carlos Silvio   | Losanna            |          |
| D        | Fabian Fritsche | Union Berlino II   |          |
| C        | Markus Karl     | Ingolstadt 04      |          |
| P        | Eric Niendorf   | Union Berlino II   |          |
| D        | Marc Pfertzel   | Kavala             |          |
| A        | Simon Terodde   | Colonia            |          |
| C        | Patrick Zoundi  | Fortuna Düsseldorf |          |

| Cessioni | Cessioni           | Cessioni        | Cessioni |
| R.       | Nome               | a               | Modalità |
| -------- | ------------------ | --------------- | -------- |
| C        | Björn Brunnemann   | Berliner AK 07  |          |
| A        | Karim Benyamina    | FSV Francoforte |          |
| P        | Christoph Haker    | Berliner AK 07  |          |
| C        | Santi Kolk         | NAC Breda       |          |
| C        | Dominic Peitz      | Augusta         |          |
| D        | Bernd Rauw         | Rot-Weiß Erfurt |          |
| A        | Kenan Şahin        | Denizlispor     |          |
| D        | Paul Thomik        | Górnik Zabrze   |          |
| C        | Mac Younga-Mouhani | Wegberg-Beeck   |          |

### Sessione invernale
| Acquisti | Acquisti      | Acquisti | Acquisti |
| R.       | Nome          | da       | Modalità |
| -------- | ------------- | -------- | -------- |
| C        | Tijani Belaïd | APOEL    |          |

| Cessioni | Cessioni      | Cessioni        | Cessioni |
| R.       | Nome          | a               | Modalità |
| -------- | ------------- | --------------- | -------- |
| A        | John Mosquera | Changchun Yatai |          |
| A        | Halil Savran  | Erzgebirge Aue  |          |

## Risultati

### 2. Bundesliga

#### Girone di andata
| Arbitro: | Sippel |

|               |           |                          |
| Benyamina 80’ | Marcatori | 40’ (rig.) Carlos Silvio |

| Arbitro: | Winkmann |

|  |           |                                               |
|  | Marcatori | 8’ Şmïdtgal 26’, 50’ Occéan 80’ (rig.) Nehrig |

| Arbitro: | Schriever |

|                           |           |  |
| Stuff 5’ Quiring 64’, 66’ | Marcatori |  |

| Arbitro: | Gagelmann |

|                                          |           |  |
| Stoll 20’ Knoll 50’ Pfeffer 61’ Koch 65’ | Marcatori |  |

| Arbitro: | Aytekin |

|                                       |           |          |
| Carlos Silvio 45’ (rig.) Mosquera 64’ | Marcatori | 38’ Inui |

| Arbitro: | Metzen |

|                             |           |              |
| Volland 22’, 53’ Aigner 54’ | Marcatori | 24’ Mosquera |

| Arbitro: | Kampka |

|                                                 |           |              |
| Stuff 21’ Carlos Silvio 30’, 86’ Mattuschka 49’ | Marcatori | 13’ Hartmann |

| Arbitro: | Osmers |

|                 |           |             |
| Jula 83’ (rig.) | Marcatori | 5’ Mosquera |

| Arbitro: | Rafati |

|                                |           |  |
| Karl 38’ Mattuschka 87’ (rig.) | Marcatori |  |

| Arbitro: | Sippel |

|                                 |           |             |
| Gkekas 30’ Meier 37’ Hoffer 90’ | Marcatori | 75’ Quiring |

| Arbitro: | Hartmann |

|                          |           |  |
| Quiring 15’ Parensen 79’ | Marcatori |  |

| Arbitro: | Winkmann |

|                   |           |                |
| Paulus 13’ (rig.) | Marcatori | 18’ Mattuschka |

| Arbitro: | Stieler |

|  |           |                       |
|  | Marcatori | 63’ Naki 78’ Thorandt |

| Arbitro: | Dankert |

|             |           |                   |
| Kruppke 50’ | Marcatori | 5’ Ede 80’ Zoundi |

| Berlino 19 novembre 2011, ore 13:30 CET 15ª giornata | Union Berlino | 0 – 0 referto | Fortuna Düsseldorf | Stadio An der Alten Försterei (18 432 spett.)\| Arbitro: \| Welz \| |
| Arbitro:                                             | Welz          |               |                    |                                                                     |

| Arbitro: | Leicher |

|                          |           |                                                       |
| Jänicke 63’ Albrecht 74’ | Marcatori | 49’ Pfertzel 54’ Quiring 59’, 67’ Mosquera 90’ Zoundi |

| Arbitro: | Fritz |

|                   |           |  |
| Carlos Silvio 10’ | Marcatori |  |

#### Girone di ritorno
| Arbitro: | Fischer |

|                                                  |           |  |
| Ede 17’ N'Diaye 28’ (aut.) Stuff 79’ Terodde 82’ | Marcatori |  |

| Arbitro: | Dingert |

|                                                        |           |  |
| Nöthe 1’, 23’ Madouni 9’ (aut.) Schröck 63’ Nehrig 71’ | Marcatori |  |

| Arbitro: | Kempter |

|                                            |           |                                  |
| Proschwitz 7’ (rig.) Brückner 50’ Meha 62’ | Marcatori | 14’ Mattuschka 69’ Carlos Silvio |

| Arbitro: | Sippel |

|                                                  |           |  |
| Quiring 44’ (rig.) Mosquera 58’ Terodde 65’, 76’ | Marcatori |  |

| Arbitro: | Petersen |

|                                                        |           |                                     |
| Azaouagh 40’ (rig.) Federico 63’ (rig.), 81’ Aydin 76’ | Marcatori | 66’ Zoundi 72’ (rig.) Carlos Silvio |

| Arbitro: | Metzen |

|  |           |            |
|  | Marcatori | 82’ Aigner |

| Arbitro: | Bandurski |

|                            |           |                              |
| Nemec 33’, 72’ Buchner 77’ | Marcatori | 35’ Ede 48’ Terodde 90’ Karl |

| Arbitro: | Willenborg |

|             |           |              |
| Terodde 90’ | Marcatori | 62’ Exslager |

| Arbitro: | Hartmann |

|               |           |                                |
| Achenbach 28’ | Marcatori | 23’ Ede 41’ Terodde 46’ Zoundi |

| Arbitro: | Perl |

|  |           |                                       |
|  | Marcatori | 9’ Idrissou 57’ Hoffer 73’, 89’ Meier |

| Arbitro: | Winkmann |

|                     |           |  |
| Timm 13’ Lavrič 84’ | Marcatori |  |

| Arbitro: | Brych |

|        |           |  |
| Ede 9’ | Marcatori |  |

| Arbitro: | Welz |

|                       |           |          |
| Kruse 59’ Bartels 90’ | Marcatori | 32’ Karl |

| Arbitro: | Ittrich |

|             |           |  |
| Terodde 30’ | Marcatori |  |

| Arbitro: | Stieler |

|                            |           |             |
| Ilsø 15’ Rösler 22’ (rig.) | Marcatori | 18’ Terodde |

| Arbitro: | Wingenbach |

|                                                                          |           |                                           |
| Carlos Silvio 17’ Parensen 26’ Mattuschka 28’ (rig.) Ede 47’ Göhlert 69’ | Marcatori | 3’ Holst 10’ Semmer 32’ Gusche 54’ Mintál |

| Arbitro: | Dingert |

|                         |           |         |
| Adlung 59’ Rangelov 73’ | Marcatori | 61’ Ede |

### Coppa di Germania
| Arbitro: | Kempter |

|                                        |                      |                                     |
| Brauer 22’ Koep 71’                    | Marcatori            | 82’ Zoundi 90’ Terodde              |
| Jasmund Rodenberg Brauer Heppke Wagner | Tiri di rigore 4 – 3 | Terodde Menz Ede Carlos Silvio Karl |

## Statistiche

### Statistiche di squadra
| Competizione      | Punti | In casa | In casa | In casa | In casa | In casa | In casa | In trasferta | In trasferta | In trasferta | In trasferta | In trasferta | In trasferta | Totale | Totale | Totale | Totale | Totale | Totale | DR |
| Competizione      | Punti | G       | V       | N       | P       | Gf      | Gs      | G            | V            | N            | P            | Gf           | Gs           | G      | V      | N      | P      | Gf     | Gs     | DR |
| ----------------- | ----- | ------- | ------- | ------- | ------- | ------- | ------- | ------------ | ------------ | ------------ | ------------ | ------------ | ------------ | ------ | ------ | ------ | ------ | ------ | ------ | -- |
| 2. Bundesliga     | 48    | 17      | 11      | 2       | 4       | 30      | 18      | 17           | 3            | 4            | 10           | 25           | 40           | 34     | 14     | 6      | 14     | 55     | 58     | -3 |
| Coppa di Germania | -     | 0       | 0       | 0       | 0       | 0       | 0       | 1            | 0            | 1            | 0            | 2            | 2            | 1      | 0      | 1      | 0      | 2      | 2      | 0  |
| Totale            | 48    | 17      | 11      | 2       | 4       | 30      | 18      | 18           | 3            | 5            | 10           | 27           | 42           | 35     | 14     | 7      | 14     | 57     | 60     | -3 |

### Andamento in campionato
| Giornata  | 1 | 2  | 3 | 4  | 5 | 6 | 7 | 8 | 9 | 10 | 11 | 12 | 13 | 14 | 15 | 16 | 17 | 18 | 19 | 20 | 21 | 22 | 23 | 24 | 25 | 26 | 27 | 28 | 29 | 30 | 31 | 32 | 33 | 34 |
| --------- | - | -- | - | -- | - | - | - | - | - | -- | -- | -- | -- | -- | -- | -- | -- | -- | -- | -- | -- | -- | -- | -- | -- | -- | -- | -- | -- | -- | -- | -- | -- | -- |
| Luogo     | T | C  | C | T  | C | T | C | T | C | T  | C  | T  | C  | T  | C  | T  | C  | C  | T  | T  | C  | T  | C  | T  | C  | T  | C  | T  | C  | T  | C  | T  | C  | T  |
| Risultato | N | P  | V | P  | V | P | V | N | V | P  | V  | N  | P  | V  | N  | V  | V  | V  | P  | P  | V  | P  | P  | N  | N  | V  | P  | P  | V  | P  | V  | P  | V  | P  |
| Posizione | 9 | 16 | 9 | 12 | 9 | 9 | 8 | 9 | 8 | 8  | 7  | 7  | 8  | 7  | 8  | 8  | 7  | 6  | 7  | 7  | 7  | 7  | 7  | 8  | 8  | 7  | 7  | 8  | 7  | 7  | 7  | 7  | 7  | 7  |

Legenda:

Luogo: C = Casa; T = Trasferta. Risultato: V = Vittoria; N = Pareggio; P = Sconfitta.

### Statistiche dei giocatori
| Giocatore     | 2. Bundesliga | 2. Bundesliga | 2. Bundesliga | 2. Bundesliga | Coppa di Germania | Coppa di Germania | Coppa di Germania | Coppa di Germania | Totale   | Totale | Totale      | Totale     |
| Giocatore     | Presenze      | Reti          | Ammonizioni   | Espulsioni    | Presenze          | Reti              | Ammonizioni       | Espulsioni        | Presenze | Reti   | Ammonizioni | Espulsioni |
| ------------- | ------------- | ------------- | ------------- | ------------- | ----------------- | ----------------- | ----------------- | ----------------- | -------- | ------ | ----------- | ---------- |
| T. Belaïd     | 13            | 0             | 0             | 0             | 0                 | 0                 | 0                 | 0                 | 13       | 0      | 0           | 0          |
| C. Ede        | 31            | 7             | 1             | 0             | 1                 | 0                 | 0                 | 0                 | 32       | 7      | 1           | 0          |
| F. Fritsche   | 0             | 0             | 0             | 0             | 0                 | 0                 | 0                 | 0                 | 0        | 0      | 0           | 0          |
| S. Gill       | 0             | 0             | 0             | 0             | 0                 | 0                 | 0                 | 0                 | 0        | 0      | 0           | 0          |
| J. Glinker    | 29            | 0             | 0             | 0             | 1                 | 0                 | 0                 | 0                 | 30       | 0      | 0           | 0          |
| D. Göhlert    | 13            | 1             | 2             | 0             | 1                 | 0                 | 0                 | 0                 | 14       | 1      | 2           | 0          |
| O. Hofmann    | 0             | 0             | 0             | 0             | 0                 | 0                 | 0                 | 0                 | 0        | 0      | 0           | 0          |
| M. Höttecke   | 4             | 0             | 0             | 0             | 0                 | 0                 | 0                 | 0                 | 4        | 0      | 0           | 0          |
| M. Karl       | 33            | 3             | 8             | 0             | 1                 | 0                 | 1                 | 0                 | 34       | 3      | 9           | 0          |
| P. Kohlmann   | 33            | 0             | 5             | 0             | 1                 | 0                 | 1                 | 0                 | 34       | 0      | 6           | 0          |
| A. Madouni    | 15            | 0             | 4             | 0             | 0                 | 0                 | 0                 | 0                 | 15       | 0      | 4           | 0          |
| P. Malinowski | 0             | 0             | 0             | 0             | 0                 | 0                 | 0                 | 0                 | 0        | 0      | 0           | 0          |
| T. Mattuschka | 31            | 5             | 1             | 1             | 1                 | 0                 | 0                 | 0                 | 32       | 5      | 1           | 1          |
| C. Menz       | 27            | 0             | 3             | 1             | 1                 | 0                 | 0                 | 0                 | 28       | 0      | 3           | 1          |
| J. Mosquera   | 18            | 6             | 1             | 0             | 1                 | 0                 | 0                 | 0                 | 19       | 6      | 1           | 0          |
| E. Niendorf   | 0             | 0             | 0             | 0             | 0                 | 0                 | 0                 | 0                 | 0        | 0      | 0           | 0          |
| M. Parensen   | 29            | 2             | 2             | 0             | 0                 | 0                 | 0                 | 0                 | 29       | 2      | 2           | 0          |
| M. Pfertzel   | 29            | 1             | 5             | 0             | 1                 | 0                 | 0                 | 0                 | 30       | 1      | 5           | 0          |
| J. Polenz     | 8             | 0             | 1             | 0             | 0                 | 0                 | 0                 | 0                 | 8        | 0      | 1           | 0          |
| K. Pruschke   | 1             | 0             | 0             | 0             | 0                 | 0                 | 0                 | 0                 | 1        | 0      | 0           | 0          |
| C. Quiring    | 23            | 6             | 3             | 0             | 1                 | 0                 | 0                 | 0                 | 24       | 6      | 3           | 0          |
| S. Reimann    | 0             | 0             | 0             | 0             | 0                 | 0                 | 0                 | 0                 | 0        | 0      | 0           | 0          |
| H. Savran     | 5             | 0             | 0             | 0             | 0                 | 0                 | 0                 | 0                 | 5        | 0      | 0           | 0          |
| C. Silvio     | 27            | 8             | 4             | 0             | 1                 | 0                 | 1                 | 0                 | 28       | 8      | 5           | 0          |
| S. Skrzybski  | 7             | 0             | 0             | 0             | 0                 | 0                 | 0                 | 0                 | 7        | 0      | 0           | 0          |
| C. Stuff      | 30            | 3             | 4             | 0             | 1                 | 0                 | 0                 | 0                 | 31       | 3      | 4           | 0          |
| S. Terodde    | 27            | 8             | 2             | 0             | 1                 | 1                 | 1                 | 0                 | 28       | 9      | 3           | 0          |
| M. Trapp      | 6             | 0             | 0             | 1             | 0                 | 0                 | 0                 | 0                 | 6        | 0      | 0           | 1          |
| B. Uaferro    | 0             | 0             | 0             | 0             | 0                 | 0                 | 0                 | 0                 | 0        | 0      | 0           | 0          |
| P. Wedemann   | 0             | 0             | 0             | 0             | 0                 | 0                 | 0                 | 0                 | 0        | 0      | 0           | 0          |
| P. Zoundi     | 28            | 4             | 6             | 0             | 1                 | 1                 | 0                 | 0                 | 29       | 5      | 6           | 0          |